# Ethel Thomson Larcombe
 Ethel Warneford Thomson Larcombe, angleška tenisačica in badmintonistka, * 8. junij 1879, Islington, Anglija, † 11. avgust 1965, Budleigh Salterton, Anglija. 
V posamični konkurenci se je trikrat uvrstila v finale turnirja za Prvenstvo Anglije. Osvojila ga je leta 1912, ko je v finalu premagala Charlotte Cooper Sterry, leta 1903 jo je v finalu premagala Dorothea Douglass, leta 1914 pa Dorothea Lambert Chambers. V konkurenci ženskih dvojic se je prav tako trikrat uvrstila v finale, v konkurenci mešanih dvojic pa dvakrat in turnir leta 1914 tudi osvojila. 
Enajstkrat je osvojila naslov angleške državne prvakinje v badmintonu, petkrat posamično (1900, 1901, 1903, 1904 in 1906), štirikrat v ženskih dvojicah in dvakrat v mešanih dvojicah.

## Finali Grand Slamov

### Posamično (3)

#### Zmage (1)
| Leto | Turnir            | Nasprotnica v finalu    | Rezultat finala |
| 1912 | Prvenstvo Anglije | Charlotte Cooper Sterry | 6–3, 6–1        |

#### Porazi (2)
| Leto | Turnir                | Nasprotnica v finalu      | Rezultat finala |
| 1903 | Prvenstvo Anglije     | Dorothea Douglass         | 6–4, 4–6, 2–6   |
| 1914 | Prvenstvo Anglije (2) | Dorothea Lambert Chambers | 5–7, 4–6        |

### Ženske dvojice (3)

#### Porazi (3)
| Leto | Turnir                | Partnerica                | Nasprotnici v finalu           | Rezultat finala |
| 1914 | Prvenstvo Anglije     | Edith Hannam              | Agnes Morton Elizabeth Ryan    | 1–6, 3–6        |
| 1919 | Prvenstvo Anglije (2) | Dorothea Lambert-Chambers | Suzanne Lenglen Elizabeth Ryan | 6–4, 5–7, 3–6   |
| 1920 | Prvenstvo Anglije (3) | Dorothea Lambert-Chambers | Suzanne Lenglen Elizabeth Ryan | 4–6, 0–6        |

### Mešane dvojice (2)

#### Zmage (1)
| Leto | Turnir            | Partner           | Nasprotnika v finalu                 | Rezultat finala |
| 1914 | Prvenstvo Anglije | James Cecil Parke | Marguerite Broquedis Anthony Wilding | 4–6, 6–4, 6–2   |

#### Porazi (1)
| Leto | Turnir            | Partner           | Nasprotnika v finalu    | Rezultat finala |
| 1913 | Prvenstvo Anglije | James Cecil Parke | Agnes Tuckey Hope Crisp | 6–3, 3–5 pred.  |